# Bureaucratisch rijk
Een bureaucratisch rijk is een groot centraal geleid rijk dat volledig in handen is van de heerser en waarbij overheidsdienaren uit diens naam het gezag uitoefenen over de bestuurlijke eenheden in dat rijk. In dit politieke systeem verkrijgen deze dienaren dus geen recht op het gebied, evenmin als het vruchtgebruik, maar oefenen een bureaucratische functie uit. Het begrip is afkomstig van socioloog Eisenstadt uit zijn werk The Political Systems of Empires uit 1963. Het bureaucratische rijk is lange tijd de meest voorkomende en succesvolle staatsvorm geweest.
De eerste bureaucratische rijken ontstonden voor het eerst in Mesopotamië gedurende een eeuwenlange strijd tussen stedelijke samenlevingen onderling en met nomadische stammen. Met deze organisatiestructuur en protocollen was men in staat om een groot rijk te besturen. Deze bureaucratie kon werken zolang de overheidsdienaren de autoriteit van hun meerderen accepteerden. Met de invoering van het schrift werd het mogelijk om afspraken en boodschappen vast te leggen. Niet alleen werd hierdoor wetgeving als de Codex Hammurabi toegankelijker, maar werden ook handelsbetrekkingen vereenvoudigd.
Naast Mesopotamië ontstonden ook bureaucratische rijken in Egypte, China, India en Perzië. Rond de Middellandse Zee ontstonden zo de Hellenistische rijken, het Romeinse Rijk, het Byzantijnse Rijk, het kalifaat van de Abbasiden, het kalifaat van de Fatimiden en het Ottomaanse Rijk. In Amerika vestigden de Inca's in Peru en de Azteken in Mexico grootse rijken. Hoewel in Europa door de banale revolutie vanaf de tiende eeuw een centraal gezag vrijwel ontbrak, ontwikkelden zich ook hier uiteindelijk weer absolute monarchieën die behoren tot dit politieke systeem.
In tegenstelling tot de moderne staat met zijn rationeel-legaal gezag, baseerde de heersers in de oude rijken hun macht veelal op traditioneel gezag, vaak ook met een aanspraak op een goddelijke status.